# Four Seasons (安室奈美恵の曲)
「Four Seasons」（フォー・シーズンズ）は、安室奈美恵の楽曲。6枚目のオリジナル・アルバム『STYLE』に収録されている。
映画『犬夜叉 天下覇道の剣』の主題歌。

## 解説
2014年までに発表されたバラード全38曲を対象に公式サイトとレコチョクで合同実施されたバラード人気投票で第6位に選ばれ、バラード・ベスト・アルバム『Ballada』に収録された。その際、それまで存在しなかったミュージック・ビデオが新たに制作された。ディレクターはYKBX。

## 収録アルバム・映像作品
- 6thアルバム『STYLE』（CCCD）
- テーマソング・ベスト・アルバム『BEST OF INUYASHA 清風明月 -犬夜叉テーマ全集 弐-』（CCCD）
- ライブDVD/Blu-ray『namie amuro BEST tour "Live Style 2006"』
- テーマソング・ベスト・アルバム＆オリジナル・サウンドトラック『犬夜叉 ベストソング ヒストリー』
- バラード・ベスト・アルバム『Ballada』（CD+DVD、CD+Blu-ray、CD）
- ライブDVD/Blu-ray『namie amuro LIVE STYLE 2014』 ※豪華盤のみ収録
- ライブ・アルバム『namie amuro LIVE STYLE 2014 -Live Ballada-』 ※レンタル限定